# Louise Dresser
Louise Dresser (Evansville, 17 de outubro de 1878 — Los Angeles, 24 de abril de 1965) foi uma atriz estadunidense.

## Filmografia
- Burning Sands (1922)
- The Fog (1923)
- Prodigal Daughters (1923)
- Woman-Proof (1923)
- To the Ladies (1923)
- What Shall I Do? (1924)
- The Goose Woman (1925)
- The Eagle (1925)
- Fifth Avenue (1926)
- The Blind Goddess (1926)
- Padlocked (1926)
- Broken Hearts of Hollywood (1926)
- Everybody's Acting (1926)
- The Third Degree (1926)
- White Flannels (1927)
- Mr. Wu (1927)
- A Ship Comes In (1928)

## Prêmios e indicações
- Indicada: Oscar de melhor atriz — A Ship Comes In (1928)